# Musca turbida
Musca turbida är en tvåvingeart som först beskrevs av Christian Rudolph Wilhelm Wiedemann 1830.  Musca turbida ingår i släktet Musca och familjen spyflugor. Inga underarter finns listade i Catalogue of Life.